# Jōhatsu

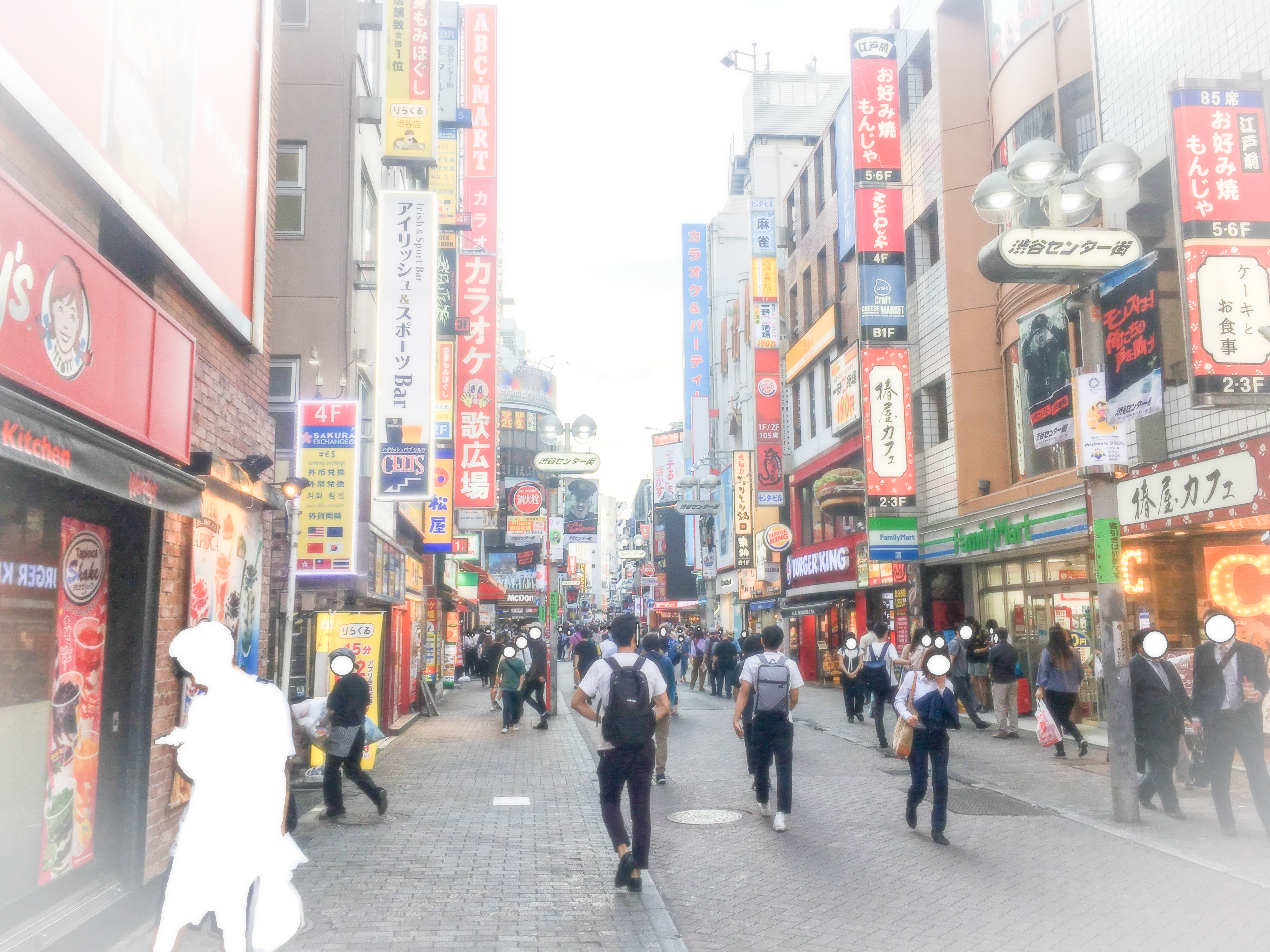
I jōhatsu spesso spariscono per sfuggire alla vergogna della società.

L'espressione jōhatsu (蒸発?, lett. "evaporazione") è utilizzata in Giappone per indicare le persone che scompaiono volontariamente, abbandonando la loro vita precedente per vivere nell'anonimato. Questo fenomeno può essere osservato in tutto il mondo, come negli Stati Uniti, in Cina, in Corea del Sud, nel Regno Unito e in Germania. Tuttavia, è più diffuso in Giappone a causa di determinati fattori culturali.

## Contesto
È stato ipotizzato che la dura cultura del lavoro in Giappone, combinata con la mancanza di supporto familiare e comunitario, abbia contribuito alla diffusione dei jōhatsu a livello sociale. Inoltre, nel contesto della cultura giapponese, licenziarsi da un'azienda è considerato vergognoso. Di conseguenza, il suicidio, il lavoro fino alla morte (karoshi) e le sparizioni volontarie sono potenziali risultati. La scelta dei jōhatsu può anche risparmiare alla famiglia i costi elevati associati al suicidio, come debiti, spese di pulizia e tariffe di interruzione del servizio nel contesto dei suicidi sulle ferrovie.
Pressioni sociali simili sono state teorizzate come fattori contribuenti alla diffusione del fenomeno degli hikikomori e a un tasso di suicidio relativamente elevato.

## Storia
Il termine jōhatsu ha cominciato ad essere utilizzato negli anni '60. In quel periodo, veniva usato nel contesto delle persone che decidevano di fuggire da matrimoni infelici piuttosto che sopportare procedure di divorzio formali. Il decennio perduto degli anni '90 portò presto a un aumento dei jōhatsu e dei suicidi, poiché molti salaryman persero il lavoro o accumularono debiti.

## Diffusione del fenomeno
In Giappone, il tema dei jōhatsu è tabù nelle conversazioni normali, così come il tema del suicidio. Si stima che 100 000 persone giapponesi scompaiano annualmente. Tuttavia, la prevalenza di questo fenomeno potrebbe essere sottostimata nei numeri ufficiali. Nel 2015, l'Agenzia nazionale di polizia del Giappone aveva registrato 82 000 persone scomparse, delle quali 80 000 sono state ritrovate entro la fine dell'anno. A confronto, lo stesso anno, il Regno Unito ha ricevuto 300 000 chiamate di segnalazione, nonostante abbia circa la metà della popolazione del Giappone. Inoltre, in Giappone non esiste un database delle persone scomparse.
L'Associazione di supporto alla ricerca di persone scomparse del Giappone, un'organizzazione non-profit dedicata al sostegno delle famiglie dei jōhatsu, stima che centinaia di migliaia di persone scompaiano ogni anno.

## Cause
Le persone diventano jōhatsu per diverse ragioni, tra cui depressione, dipendenza, cattiva condotta sessuale e desiderio di isolamento. Talvolta, viene utilizzato come mezzo per sfuggire alla violenza domestica, al debito da gioco d'azzardo, alle sette religiose, agli stalker, ai datori di lavoro e a situazioni familiari difficili. Anche la vergogna per la perdita del lavoro, il divorzio e persino il fallimento di un esame possono motivare le persone a scomparire.
In alcuni casi, diventare jōhatsu è un modo per ricominciare da capo. Quando queste persone scompaiono, possono abbandonare le loro residenze precedenti, i lavori, le famiglie, i nomi e persino il loro aspetto.

## Industria
Le imprese che assistono i jōhatsu nella loro sparizione sono chiamate yonige-ya, che significa "negozi per la fuga notturna". Tali stabilimenti sono relativamente accessibili e hanno i loro siti web. Un tipico yonige-ya potrebbe addebitare dai ¥ 50 000 (450 $) ai ¥ 300 000 (2 600 $) per i suoi servizi, i quali dipendono da vari fattori. Questi fattori includono: la quantità di beni, la distanza, se si tratta di un trasloco notturno, se sono inclusi bambini e se il cliente sta sfuggendo agli esattori. Alcune persone scompaiono da sole senza l'aiuto di yonige-ya ed esistono anche guide pubblicate che possono aiutare le persone a diventare jōhatsu.
Le agenzie investigative sono regolarmente utilizzate per trovare le persone scomparse. Spesso, queste ultime vengono trovate a trascorrere del tempo nei locali di pachinko e in alberghi economici, e altre volte, possono essere scoperte dopo essersi già suicidate. San'ya, una baraccopoli di Tokyo che in passato ospitava migliaia di lavoratori giornalieri, è segnalata come luogo di rifugio per i jōhatsu. Kamagasaki a Osaka è un altro quartiere in cui è possibile vivere senza un documento di identità ed è quindi altrettanto favorito. Queste comunità sono roccaforti della yakuza, poiché offrono lavori pagati in contanti.
Nella maggior parte dei casi, specialmente in considerazione delle stringenti leggi sulla privacy del Giappone, i jōhatsu non possono essere rintracciati; gran parte dei casi giudiziari che li riguardano sono di natura civile, con dati personali non facilmente accessibili. La polizia non interviene a meno che non avvenga un crimine o un incidente.